# Murat (řeka)
Murat (také někdy nazývaný Východní Eufrat, turecky Murat Nehri) je řeka na východě Turecka. Protéká provinciemi Ağrı, Muş, Bingöl, Tunceli, Elâzığ. Její délka činí 562 km. Povodí má rozlohu 40 000 km².

## Průběh toku
Pramení na svazích masivu Aladag. Protéká úzkou a hlubokou dolinou přes Arménskou pahorkatinu. Je východní zdrojnicí řeky Eufrat.

## Vodní stav
Největší vodnosti dosahuje na jaře, po zbytek roku voda mírně opadá. Na úsecích s mírným tokem v zimě zamrzá. Není splavná.

## Využití
Na dolním toku byla vybudována velká přehradní nádrž. Voda z řeky se využívá na zavlažování a splavování dřeva. Na řece leží město Karakese.